# Badminton bei den Sukan Malaysia 2014
Badminton wurde bei den Sukan Malaysia 2014, den malaysischen Nationalspielen, vom 27. Mai bis zum 3. Juni 2014 in Kangar in fünf Einzel- und zwei Teamdisziplinen gespielt.

## Sieger und Platzierte
| Disziplin    | Gold                        | Silber                            | Bronze                           |
| ------------ | --------------------------- | --------------------------------- | -------------------------------- |
| Herreneinzel | Zulfadli Zulkiffli          | Chong Yee Han                     | Goh Giap Chin                    |
| Dameneinzel  | Goh Jin Wei                 | Yang Li Lian                      | Lee Ying Ying                    |
| Herrendoppel | Jagdish Singh Low Juan Shen | Chen Jia Huo Goh Sze Fei          | Chia Yijie Darren Isaac Devadas  |
| Damendoppel  | Lee Meng Yean Yap Cheng Wen | Goh Yea Ching Peck Yen Wei        | Chow Mei Kuan Shevon Jemie Lai   |
| Mixed        | Ong Yew Sin Lee Meng Yean   | Nelson Heg Wei Keat Cheah Yee See | Soong Joo Ven Payee Lim Peiy Yee |
| Herrenteam   | Selangor                    | Penang                            | Malakka                          |
| Damenteam    | Kuala Lumpur                | Johor                             | Selangor                         |